# Lunga vita alla signora!
Lunga vita alla signora! è un film del 1987 diretto da Ermanno Olmi. Il film è stato premiato con il Leone d'argento alla 44ª Mostra internazionale d'arte cinematografica di Venezia.

## Trama
Un sedicenne che frequenta la scuola alberghiera viene chiamato a partecipare a un grande pranzo di gala come apprendista cameriere. La cena viene imbandita in un castello per celebrare il compleanno di una vecchissima influente signora che non tocca cibo.
La cena è l'occasione per far emergere le ambizioni e le meschinità degli invitati: il ragazzo se ne accorge e ne resta deluso e amareggiato. Cerca allora il consiglio degli adulti, ma il padre è vittima anch'egli di quel mondo, e l'unico aiuto (che gli permette di reggere) gli viene dal ricordo degli insegnamenti della nonna, spesso nati dalla fede.
Al termine della lunga serata, mentre i suoi colleghi si addormentano vinti dalla stanchezza, il giovane cameriere fugge di nascosto dal castello portando via le preziose posate d'argento, e scappa sui prati. Un gesto che, inconsapevolmente, vorrebbe poter fermare la stagione sognante e magica dell'infanzia. Viene però inseguito dal minaccioso mastino della padrona di casa. Quando il cameriere, sfinito, si butta a terra, a sorpresa il cane si accuccia mansueto accanto a lui.